# Tour de Ski 2019/2020
De Tour de Ski 2019/2020 begon op 28 december 2019 in Lenzerheide en eindigde op 5 januari 2020 in Val di Fiemme. Deze Tour de Ski maakte deel uit van de wereldbeker langlaufen 2019/2020. De Rus Aleksandr Bolsjoenov bij de mannen en de Noorse Therese Johaug bij de vrouwen wonnen deze editie van de Tour de Ski.

## Etappeschema
| Datum      | Plaats        | Etappe                        | Mannen                   | Vrouwen                  |
| ---------- | ------------- | ----------------------------- | ------------------------ | ------------------------ |
| 28/12/2019 | Lenzerheide   | Massastart                    | 15 km (vrije stijl)      | 10 km (vrije stijl)      |
| 29/12/2019 | Lenzerheide   | Sprint                        | 1,5 km (vrije stijl)     | 1,5 km (vrije stijl)     |
| 31/12/2019 | Toblach       | Intervalstart                 | 15 km (vrije stijl)      | 10 km (vrije stijl)      |
| 01/01/2020 | Toblach       | Achtervolging (handicapstart) | 15 km (klassieke stijl)  | 10 km (klassieke stijl)  |
| 03/01/2020 | Val di Fiemme | Massastart                    | 15 km (klassieke stijl)  | 10 km (klassieke stijl)  |
| 04/01/2020 | Val di Fiemme | Sprint                        | 1,5 km (klassieke stijl) | 1,3 km (klassieke stijl) |
| 05/01/2020 | Val di Fiemme | Massastart                    | 10 km (vrije stijl)      | 10 km (vrije stijl)      |

## Wereldbekerpunten
De beste dertig van de Tour de Ski ontvangen viermaal het aantal wereldbekerpunten dat zij zouden ontvangen voor dezelfde positie tijdens een reguliere wereldbekerwedstrijd, De winnaar ontvangt 400 punten, de nummer twee 320 enzovoort. Voor een etappezege ontvangt de winnaar de helft van de punten ten opzichte van winst in een reguliere wedstrijd, voor plaats twee tot en met dertig geldt een andere verdeling dan 50% procent van de wereldbekerpunten.
| Plaats     | 1   | 2   | 3   | 4   | 5   | 6   | 7   | 8   | 9   | 10  | 11 | 12 | 13 | 14 | 15 | 16 | 17 | 18 | 19 | 20 | 21 | 22 | 23 | 24 | 25 | 26 | 27 | 28 | 29 | 30 |
| ---------- | --- | --- | --- | --- | --- | --- | --- | --- | --- | --- | -- | -- | -- | -- | -- | -- | -- | -- | -- | -- | -- | -- | -- | -- | -- | -- | -- | -- | -- | -- |
| Klassement | 400 | 320 | 240 | 200 | 180 | 160 | 144 | 128 | 116 | 104 | 96 | 88 | 80 | 72 | 64 | 60 | 56 | 52 | 48 | 44 | 40 | 36 | 32 | 28 | 24 | 20 | 16 | 12 | 8  | 4  |
| Etappes    | 50  | 46  | 43  | 40  | 37  | 34  | 32  | 30  | 28  | 26  | 24 | 22 | 20 | 18 | 16 | 15 | 14 | 13 | 12 | 11 | 10 | 9  | 8  | 7  | 6  | 5  | 4  | 3  | 2  | 1  |

## Klassementen

### Algemeen klassement
| Mannen | Mannen                 | Mannen | Mannen    |
| #      | Naam                   | Land   | Tijd      |
| ------ | ---------------------- | ------ | --------- |
| 1      | Aleksandr Bolsjoenov   | RUS    | 2:58.18,1 |
| 2      | Sergej Oestjoegov      | RUS    | + 27,3    |
| 3      | Johannes Høsflot Klæbo | NOR    | + 1.09,0  |
| 4      | Sjur Røthe             | NOR    | + 1.51,6  |
| 5      | Simen Hegstad Krüger   | NOR    | + 2.53,7  |
| 6      | Pål Golberg            | NOR    | + 2.55,7  |
| 7      | Dario Cologna          | SUI    | + 3.08,7  |
| 8      | Andrej Melnitsjenko    | RUS    | + 3.17,5  |
| 9      | Artem Maltsev          | RUS    | + 3.32,8  |
| 10     | Iivo Niskanen          | FIN    | + 3.39,2  |

| Vrouwen | Vrouwen                  | Vrouwen | Vrouwen   |
| #       | Naam                     | Land    | Tijd      |
| ------- | ------------------------ | ------- | --------- |
| 1       | Therese Johaug           | NOR     | 2:28.18,6 |
| 2       | Natalja Neprjajeva       | RUS     | + 1.11,1  |
| 3       | Ingvild Flugstad Østberg | NOR     | + 1.17,5  |
| 4       | Heidi Weng               | NOR     | + 1.37,3  |
| 5       | Astrid Jacobsen          | NOR     | + 2.13,4  |
| 6       | Teresa Stadlober         | AUT     | + 4.34,1  |
| 7       | Sadie Maubet Bjornsen    | USA     | + 4.40,6  |
| 8       | Katharina Hennig         | GER     | + 4.40,9  |
| 9       | Jessica Diggins          | USA     | + 4.44,1  |
| 10      | Tiril Udnes Weng         | NOR     | + 5.07,1  |

### Sprintklassement
| Mannen | Mannen                 | Mannen | Mannen |
| #      | Naam                   | Land   | Punten |
| ------ | ---------------------- | ------ | ------ |
| 1      | Johannes Høsflot Klæbo | NOR    | 117    |
| 2      | Aleksandr Bolsjoenov   | RUS    | 89     |
| 3      | Sergej Oestjoegov      | RUS    | 87     |
| 4      | Gleb Retivych          | RUS    | 67     |
| 5      | Pål Golberg            | NOR    | 37     |
| 6      | Andrej Melnitsjenko    | RUS    | 35     |
| 7      | Artem Maltsev          | RUS    | 23     |
| 8      | Iivo Niskanen          | FIN    | 18     |
| 9      | Sjur Røthe             | NOR    | 17     |
| 10     | Johan Häggström        | SWE    | 17     |

| Vrouwen | Vrouwen                  | Vrouwen | Vrouwen |
| #       | Naam                     | Land    | Punten  |
| ------- | ------------------------ | ------- | ------- |
| 1       | Anamarija Lampič         | SLO     | 90      |
| 2       | Natalja Neprjajeva       | RUS     | 76      |
| 3       | Jessica Diggins          | USA     | 72      |
| 4       | Therese Johaug           | NOR     | 66      |
| 5       | Heidi Weng               | NOR     | 61      |
| 6       | Astrid Jacobsen          | NOR     | 59      |
| 7       | Ingvild Flugstad Østberg | NOR     | 50      |
| 8       | Ebba Andersson           | SWE     | 35      |
| 9       | Sadie Maubet Bjornsen    | USA     | 34      |
| 10      | Katharina Hennig         | GER     | 15      |

## Etappes

### Etappe 1
| Mannen | Mannen                  | Mannen | Mannen  |
| #      | Naam                    | Land   | Tijd    |
| ------ | ----------------------- | ------ | ------- |
| 1      | Sergej Oestjoegov       | RUS    | 33.19,1 |
| 2      | Johannes Høsflot Klæbo  | NOR    | + 4,0   |
| 3      | Aleksandr Bolsjoenov    | RUS    | + 4,0   |
| 4      | Emil Iversen            | NOR    | + 7,2   |
| 5      | Martin Løwstrøm Nyenget | NOR    | + 8,6   |
| 6      | Dario Cologna           | SUI    | + 8,7   |
| 7      | Hans Christer Holund    | NOR    | + 8,8   |
| 8      | Jan Thomas Jenssen      | NOR    | + 8,9   |
| 9      | Sjur Røthe              | NOR    | + 9,0   |
| 10     | Simen Hegstad Krüger    | NOR    | +10,0   |

| Vrouwen | Vrouwen                  | Vrouwen | Vrouwen |
| #       | Naam                     | Land    | Tijd    |
| ------- | ------------------------ | ------- | ------- |
| 1       | Therese Johaug           | NOR     | 28.12,1 |
| 2       | Heidi Weng               | NOR     | + 12,3  |
| 3       | Ebba Andersson           | SWE     | + 12,9  |
| 4       | Ingvild Flugstad Østberg | NOR     | + 13,1  |
| 5       | Astrid Jacobsen          | NOR     | + 24,1  |
| 6       | Natalja Neprjajeva       | RUS     | + 40,1  |
| 7       | Tiril Udnes Weng         | NOR     | + 40,6  |
| 8       | Moa Lundgren             | SWE     | + 41,3  |
| 9       | Charlotte Kalla          | SWE     | + 41,9  |
| 10      | Kerttu Niskanen          | FIN     | + 42,0  |

### Etappe 2
| Mannen | Mannen                 | Mannen | Mannen |
| #      | Naam                   | Land   |        |
| ------ | ---------------------- | ------ | ------ |
| 1      | Johannes Høsflot Klæbo | NOR    |        |
| 2      | Federico Pellegrino    | ITA    |        |
| 3      | Richard Jouve          | FRA    |        |
| 4      | Gleb Retivych          | RUS    |        |
| 5      | Johan Häggström        | SWE    |        |
| 6      | Pål Golberg            | NOR    |        |
| 7      | Erik Valnes            | NOR    |        |
| 8      | Aleksandr Bolsjoenov   | RUS    |        |
| 9      | Jovian Hediger         | SUI    |        |
| 10     | Renaud Jay             | FRA    |        |

| Vrouwen | Vrouwen                | Vrouwen | Vrouwen |
| #       | Naam                   | Land    |         |
| ------- | ---------------------- | ------- | ------- |
| 1       | Anamarija Lampič       | SLO     |         |
| 2       | Maiken Caspersen Falla | NOR     |         |
| 3       | Natalja Neprjajeva     | RUS     |         |
| 4       | Jessica Diggins        | USA     |         |
| 5       | Sadie Maubet Bjornsen  | USA     |         |
| 6       | Tiril Udnes Weng       | NOR     |         |
| 7       | Anne Kjersti Kalvå     | NOR     |         |
| 8       | Emma Ribom             | SWE     |         |
| 9       | Sophie Caldwell        | USA     |         |
| 10      | Moa Lundgren           | SWE     |         |

### Etappe 3
| Mannen | Mannen               | Mannen | Mannen  |
| #      | Naam                 | Land   | Tijd    |
| ------ | -------------------- | ------ | ------- |
| 1      | Sergej Oestjoegov    | RUS    | 31.02,5 |
| 2      | Ivan Jakimoesjkin    | RUS    | + 22,6  |
| 3      | Aleksandr Bolsjoenov | RUS    | + 29,0  |
| 4      | Calle Halfvarsson    | SWE    | + 29,6  |
| 5      | Hans Christer Holund | NOR    | + 34,6  |
| 6      | Artem Maltsev        | RUS    | + 35,2  |
| 7      | Andrej Melnitsjenko  | RUS    | + 37,0  |
| 8      | Sjur Røthe           | NOR    | + 39,4  |
| 9      | Lucas Bögl           | GER    | + 42,6  |
| 10     | Denis Spitsov        | RUS    | + 43,1  |

| Vrouwen | Vrouwen                  | Vrouwen | Vrouwen |
| #       | Naam                     | Land    | Tijd    |
| ------- | ------------------------ | ------- | ------- |
| 1       | Therese Johaug           | NOR     | 23.51,9 |
| 2       | Ingvild Flugstad Østberg | NOR     | + 0,7   |
| 3       | Ebba Andersson           | SWE     | + 10,2  |
| 4       | Heidi Weng               | NOR     | + 10,5  |
| 5       | Astrid Jacobsen          | NOR     | + 20,8  |
| 6       | Natalja Neprjajeva       | RUS     | + 26,0  |
| 7       | Jessica Diggins          | USA     | + 35,6  |
| 8       | Sadie Maubet Bjornsen    | USA     | + 42,9  |
| 9       | Rosie Brennan            | USA     | + 45,0  |
| 10      | Katharina Hennig         | GER     | + 53,1  |

### Etappe 4
| Mannen | Mannen                 | Mannen | Mannen  |
| #      | Naam                   | Land   | Tijd    |
| ------ | ---------------------- | ------ | ------- |
| 1      | Aleksandr Bolsjoenov   | RUS    | 38.14,9 |
| 2      | Sergej Oestjoegov      | RUS    | + 13,7  |
| 3      | Iivo Niskanen          | FIN    | + 24,8  |
| 4      | Artem Maltsev          | RUS    | + 29,2  |
| 5      | Calle Halfvarsson      | SWE    | + 29,6  |
| 6      | Sjur Røthe             | NOR    | + 29,8  |
| 7      | Hans Christer Holund   | NOR    | + 30,7  |
| 8      | Lucas Bögl             | GER    | + 47,9  |
| 9      | Ivan Jakimoesjkin      | RUS    | + 55,9  |
| 10     | Johannes Høsflot Klæbo | NOR    | + 57,2  |

| Vrouwen | Vrouwen                  | Vrouwen | Vrouwen  |
| #       | Naam                     | Land    | Tijd     |
| ------- | ------------------------ | ------- | -------- |
| 1       | Ingvild Flugstad Østberg | NOR     | 26.51,5  |
| 2       | Therese Johaug           | NOR     | + 0,4    |
| 3       | Heidi Weng               | NOR     | + 27,2   |
| 4       | Natalja Neprjajeva       | RUS     | + 27,3   |
| 5       | Astrid Jacobsen          | NOR     | + 27,7   |
| 6       | Ebba Andersson           | SWE     | + 28,1   |
| 7       | Anamarija Lampič         | SLO     | + 1.29,4 |
| 8       | Teresa Stadlober         | AUT     | + 1.29,8 |
| 9       | Katharina Hennig         | GER     | + 1.30,1 |
| 10      | Charlotte Kalla          | SWE     | + 1.30,6 |

### Etappe 5
| Mannen | Mannen                 | Mannen | Mannen  |
| #      | Naam                   | Land   | Tijd    |
| ------ | ---------------------- | ------ | ------- |
| 1      | Johannes Høsflot Klæbo | NOR    | 39.51,0 |
| 2      | Sergej Oestjoegov      | RUS    | + 0,7   |
| 3      | Aleksandr Bolsjoenov   | RUS    | + 1,0   |
| 4      | Andrej Larkov          | RUS    | + 4,4   |
| 5      | Sjur Røthe             | NOR    | + 10,2  |
| 6      | Dario Cologna          | SUI    | + 11,0  |
| 7      | Denis Spitsov          | RUS    | + 13,7  |
| 8      | Hans Christer Holund   | NOR    | + 15,8  |
| 9      | Calle Halfvarsson      | SWE    | + 18,1  |
| 10     | Iivo Niskanen          | FIN    | + 18,4  |

| Vrouwen | Vrouwen                  | Vrouwen | Vrouwen |
| #       | Naam                     | Land    | Tijd    |
| ------- | ------------------------ | ------- | ------- |
| 1       | Astrid Jacobsen          | NOR     | 29.07,9 |
| 2       | Ebba Andersson           | SWE     | + 0,4   |
| 3       | Katharina Hennig         | GER     | + 1,0   |
| 4       | Therese Johaug           | NOR     | + 6,2   |
| 5       | Ingvild Flugstad Østberg | NOR     | + 6,8   |
| 6       | Natalja Neprjajeva       | RUS     | + 15,5  |
| 7       | Sadie Maubet Bjornsen    | USA     | + 17,2  |
| 8       | Heidi Weng               | NOR     | + 19,0  |
| 9       | Jonna Sundling           | SWE     | + 25,0  |
| 10      | Tiril Udnes Weng         | NOR     | + 26,6  |

### Etappe 6
| Mannen | Mannen                 | Mannen | Mannen |
| #      | Naam                   | Land   |        |
| ------ | ---------------------- | ------ | ------ |
| 1      | Johannes Høsflot Klæbo | NOR    |        |
| 2      | Sergej Oestjoegov      | RUS    |        |
| 3      | Aleksandr Bolsjoenov   | RUS    |        |
| 4      | Pål Golberg            | NOR    |        |
| 5      | Gleb Retivych          | RUS    |        |
| 6      | Andrej Melnitsjenko    | RUS    |        |
| 7      | Jan Thomas Jenssen     | NOR    |        |
| 8      | Miha Simenč            | SLO    |        |
| 9      | Iivo Niskanen          | FIN    |        |
| 10     | Denis Spitsov          | RUS    |        |

| Vrouwen | Vrouwen               | Vrouwen | Vrouwen |
| #       | Naam                  | Land    |         |
| ------- | --------------------- | ------- | ------- |
| 1       | Anamarija Lampič      | SLO     |         |
| 2       | Astrid Jacobsen       | NOR     |         |
| 3       | Jessica Diggins       | USA     |         |
| 4       | Sadie Maubet Bjornsen | USA     |         |
| 5       | Lucia Scardoni        | ITA     |         |
| 6       | Natalja Neprjajeva    | RUS     |         |
| 7       | Anne Kyllönen         | FIN     |         |
| 8       | Heidi Weng            | NOR     |         |
| 9       | Jonna Sundling        | SWE     |         |
| 10      | Maja Dahlqvist        | SWE     |         |

### Etappe 7
| Mannen | Mannen                  | Mannen | Mannen  |
| #      | Naam                    | Land   | Tijd    |
| ------ | ----------------------- | ------ | ------- |
| 1      | Simen Hegstad Krüger    | NOR    | 30.55,8 |
| 2      | Sjur Røthe              | NOR    | + 13,9  |
| 3      | Aleksandr Bolsjoenov    | RUS    | + 22,3  |
| 4      | Denis Spitsov           | RUS    | + 26,2  |
| 5      | Sergej Oestjoegov       | RUS    | + 35,6  |
| 6      | Dario Cologna           | SUI    | + 41,0  |
| 7      | Andrej Melnitsjenko     | RUS    | + 44,8  |
| 8      | Ireneu Esteve Altimiras | AND    | + 47,8  |
| 9      | Andrej Larkov           | RUS    | + 53,7  |
| 10     | Hugo Lapalus            | FRA    | + 59,3  |

| Vrouwen | Vrouwen                  | Vrouwen | Vrouwen  |
| #       | Naam                     | Land    | Tijd     |
| ------- | ------------------------ | ------- | -------- |
| 1       | Therese Johaug           | NOR     | 34.21,6  |
| 2       | Heidi Weng               | NOR     | + 50,3   |
| 3       | Ingvild Flugstad Østberg | NOR     | + 54,5   |
| 4       | Natalja Neprjajeva       | RUS     | + 57,1   |
| 5       | Teresa Stadlober         | AUT     | + 1.15,1 |
| 6       | Jessica Diggins          | USA     | + 1.51,1 |
| 7       | Rosie Brennan            | USA     | + 1.58,0 |
| 8       | Ragnhild Haga            | NOR     | + 2.06,5 |
| 9       | Astrid Jacobsen          | NOR     | + 2.10,4 |
| 10      | Katharina Hennig         | GER     | + 2.12,9 |

## Klassementsleiders na elke etappe
| Etappe | Mannen                 | Mannen                 | Vrouwen             | Vrouwen            |
| Etappe | Algemeen klassement    | Puntenklassement       | Algemeen klassement | Puntenklassement   |
| ------ | ---------------------- | ---------------------- | ------------------- | ------------------ |
| 1      | Sergej Oestjoegov      | Johannes Høsflot Klæbo | Therese Johaug      | Therese Johaug     |
| 2      | Johannes Høsflot Klæbo | Johannes Høsflot Klæbo | Natalja Neprjajeva  | Anamarija Lampič   |
| 3      | Sergej Oestjoegov      | Johannes Høsflot Klæbo | Therese Johaug      | Anamarija Lampič   |
| 4      | Aleksandr Bolsjoenov   | Johannes Høsflot Klæbo | Therese Johaug      | Therese Johaug     |
| 5      | Aleksandr Bolsjoenov   | Johannes Høsflot Klæbo | Therese Johaug      | Natalja Neprjajeva |
| 6      | Johannes Høsflot Klæbo | Johannes Høsflot Klæbo | Therese Johaug      | Anamarija Lampič   |
| 7      | Aleksandr Bolsjoenov   | Johannes Høsflot Klæbo | Therese Johaug      | Anamarija Lampič   |